# Fuente del Torico
La fuente del Torico es una fuente monumental situada en la plaza del mismo nombre, en el centro de Teruel (Aragón, España). Por su singularidad y simbolismo es uno de los iconos de la ciudad.

## Descripción

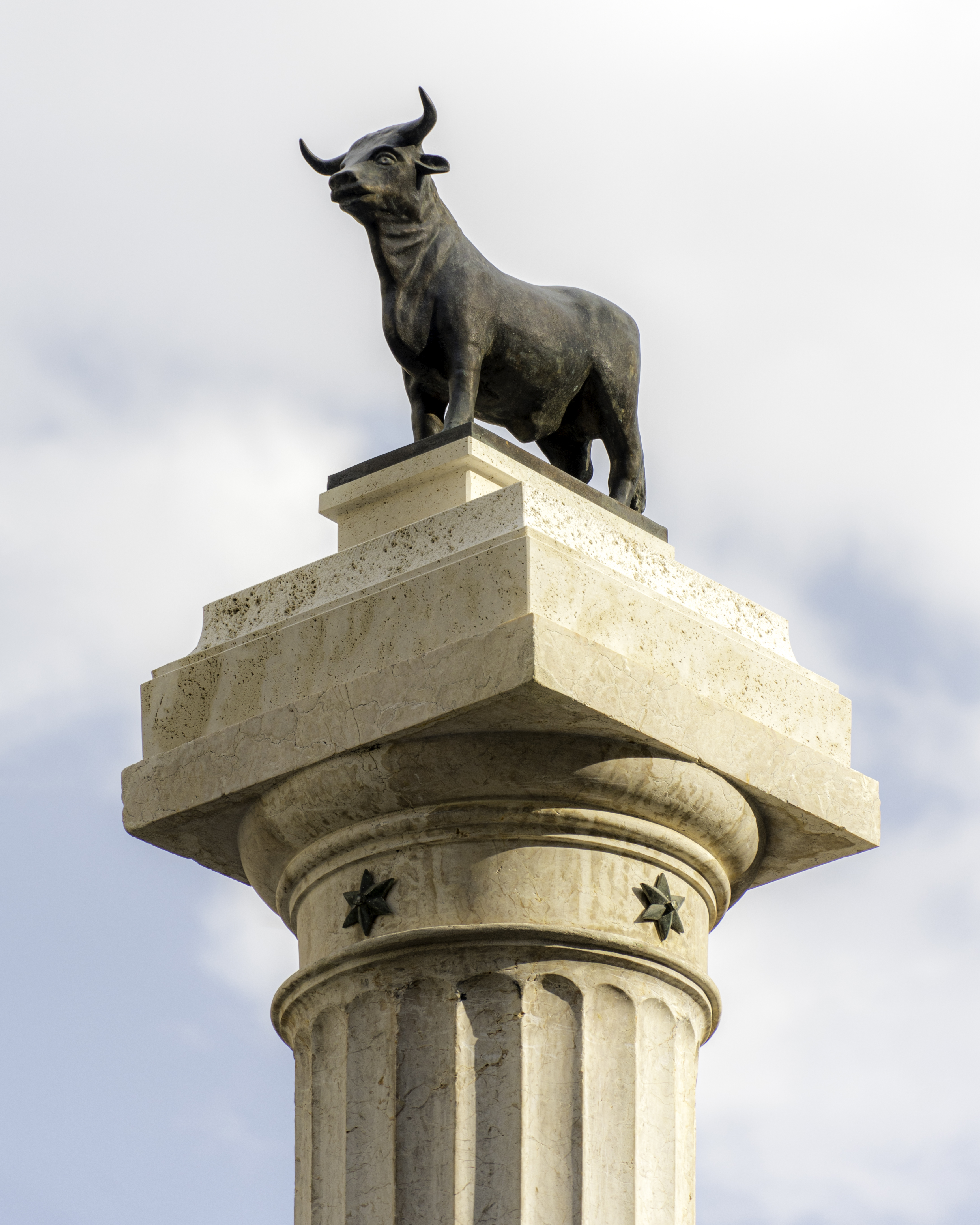
El Torico.

El término torico se refiere concretamente al pequeño toro que corona la fuente, a la que otorga su nombre. La terminación de este diminutivo es una muestra del habla de la zona, ya que en español se utilizan habitualmente otras, como "torito", "toriño" o "torillo".
La fuente se encuentra situada en el centro de la Plaza del Torico de Teruel. Posee una gran columna de siete metros coronada por dicho toro de reducido tamaño, el cual se yergue sobre cuatro pequeñas estrellas que señalan los puntos cardinales. La parte inferior cuenta con cuatro cabezas de toro de las que brota el agua hacia la base de la fuente. 
La composición del monumento y sus elementos aluden a una leyenda sobre los orígenes de la ciudad que se remonta al siglo XII. Durante la Reconquista llevada a cabo por el rey Alfonso II a la búsqueda de un sitio propicio para levantar un asentamiento, se soltó un toro que acabó deteniéndose justo debajo de una estrella. En ese lugar comenzó a erigirse la actual ciudad a la que se llamó Toruel.

## Historia
Originalmente la fuente construida en este punto consistía en unos aljibes que databan de 1375, aunque fueron sustituidos en dos ocasiones antes de inaugurarse la actual el 11 de noviembre de 1855.
Esta última sustituyó a la anterior, realizada en el siglo XVI por el ingeniero francés Quinto Pierres Vedel, responsable de la construcción del acueducto de los Arcos y la canalización de las aguas y sus fuentes.
Durante la Guerra civil española, en el año 1938, la familia de los Gómez Cordobés retiró y guardó al torico en un lugar seguro para protegerlo de los bombardeos.
La fuente fue restaurada en el año 2003.
El 19 de junio de 2022 la columna que sostiene al torico se desplomó debido a los trabajos de retirada de unas cuerdas atadas al monumento con motivo de la celebración de La Vaquilla del Ángel. El accidente causó daños visibles a la popular imagen.
Tras el incidente, se colocó una réplica de bronce en el lugar del original. La pieza dañada se mandó a restaurar al Museo de Teruel, que se encargará de evaluar los daños y hacer una propuesta de restauración. En 2024 la alcaldesa anunció que, finalmente, la estatua original no volverá a la plaza, pues es incompatible con la celebración de las fiestas locales. La réplica se mantendrá coronando la fuente mientras que la estatua original se colocará en otro lugar visible de la ciudad.